# Rapido Bus
Pour les articles homonymes, voir Rapido.
Le Rapido Bus du TEC Brabant wallon était un ensemble de lignes d'autocars en province du Brabant wallon.
Six lignes sont exploitées, en semaine uniquement. La tarification est identique aux autres lignes des TEC.
Le 11/03/2019, le Rapido 3 est devenu une ligne express avec une réduction du nombre d'arrêts et un nouveau arrêt à Genappe, en outre la plage horaires est élargies et la ligne roule également pendant les congés et vacances scolaires.
Le 01 octobre 2020, l'ensemble des lignes Rapido sont devenues des lignes express, mise à part les lignes Rapido 5 et Rapido 6 qui sont devenues des lignes régulières. 

## Rapido bus 1Jodoigne-Louvain-la-Neuve-Ottignies
- JODOIGNE Gare d'Autobus
- JODOIGNE Saint-Médard
- JODOIGNE Pharmacie Centrale
- JODOIGNE Rte de Jodoigne-Souveraine
- JAUCHELETTE Route de Jauchelette
- GLIMES Route de Glimes
- GLIMES Carrefour Saint-Michel
- THOREMBAIS-LES-BÉGUINES Rte de T-L-Bég.
- THOREMBAIS-LES-BÉGUINES Route de la Chapelle
- THOREMBAIS-LES-BÉGUINES Culina
- THOREMBAIS-SAINT-TROND Carrefour
- THOREMBAIS-SAINT-TROND Bonne Espérance
- LOUVAIN-LA-NEUVE Parc Scientifique
- LOUVAIN-LA-NEUVE Gare d'Autobus
- OTTIGNIES Gare
- OTTIGNIES Clinique

## Rapido Bus 2Tubize-Nivelles
- TUBIZE Gare
- CLABECQ Pont
- CLABECQ Rogissart
- BRAINE-LE-CHÂTEAU Pilori
- BRAINE-LE-CHÂTEAU Quatre Bras
- BRAINE-LE-CHÂTEAU Rue des Dévoués
- HAUT-ITTRE La Bruyère
- BOIS-SEIGNEUR-ISAAC Centre
- NIVELLES Zoning Nord
- NIVELLES Chemin Saint-Pierre
- NIVELLES Grand Place
- NIVELLES Gare (Square Seutin)

## Rapido Bus 3Waterloo-Braine-l'Alleud-Ottignies-Louvain-la-Neuve
- WATERLOO Place de la Gare
- WATERLOO Maison Communale
- WATERLOO Calvaire
- BRAINE-L'ALLEUD Mont-Saint-Pont
- BRAINE-L'ALLEUD Gare
- BRAINE-L'ALLEUD Route de Mont-Saint-Jean
- WATERLOO Mont-Saint-Jean
- WATERLOO Drève Richelle
- RANSBECK Square du Coq
- OHAIN Messager
- OHAIN Place Communale
- LASNE Village
- BEAUMONT Place de Renival
- BEAUMONT Rue des Tiennes
- CÉROUX Place Communale
- MOUSTY Rue Coquerée
- OTTIGNIES Avenue Reine Fabiola
- OTTIGNIES Église
- OTTIGNIES Gare
- LOUVAIN-LA-NEUVE Gare d'Autobus

Certains parcours relient directement la gare de Braine-l'Alleud à la gare d'autobus de Louvain-la-Neuve via Mont-Saint-Jean.

## Rapido Bus 4Nivelles-Louvain-la-Neuve
- NIVELLES Gare (Rue Willame)
- NIVELLES D'Hondt
- GENAPPE Chaussée de Bruxelles
- COURT-SAINT-ETIENNE Beaurieux
- LOUVAIN-LA-NEUVE Parc d'Affaires
- LOUVAIN-LA-NEUVE Gare d'Autobus

Certains parcours ne font pas halte à Genappe.

## Rapido Bus 5Jodoigne-Tirlemont
- JODOIGNE Gare d'Autobus
- JODOIGNE Rue de Piétrain
- JODOIGNE École Normale
- JODOIGNE Route Gare
- JODOIGNE Route de St Remy Geest
- ZETRUD-LUMAY Ferme Boxus
- ZETRUD-LUMAY Village
- ZETRUD-LUMAY Église
- HOEGAARDEN Altenaken
- TIENEN Station (gare de Tirlemont)

## Rapido Bus 6Hamme-Mille-Grez-Louvain-la-Neuve
- TOURINNES-LA-GROSSE Le Moulin
- TOURINNES-LA-GROSSE Rue du Marothon
- HAMME-MILLE Rue Scayes
- HAMME-MILLE Rue Bogaerts
- MILLE Rue J. Coisman
- HAMME-MILLE Habitation Degrève
- MILLE Rue St-Corneille
- TOURINNES-LA-GROSSE Rue du Grand Brou
- HAMME-MILLE Rue de Tourinnes
- HAMME-MILLE Gare d'Autobus
- BOSSUT-GOTTECHAIN Gottechain
- BOSSUT-GOTTECHAIN Bossut
- GREZ-DOICEAU N25
- GREZ-DOICEAU Place Communale
- GREZ-DOICEAU Centry
- DOICEAU Drève d'Ursel
- DOICEAU Église
- DION-LE-VAL Place Communale
- DION-VALMONT Café Cumps
- WAVRE Bois du Val
- WAVRE Quatre Sapins
- WAVRE Tasnier
- LOUVAIN-LA-NEUVE Ferme de Lauzelle
- LOUVAIN-LA-NEUVE Centre Commercial
- LOUVAIN-LA-NEUVE Gare d'Autobus